# Nancere jezik
Nancere jezik (ISO 639-3: nnc; nanjeri, nanchere, nantcere, nangjere, nangcere, nangtchere), afrazijski jezik istočnočadske skupine, kojemu broj govornika raste a iznosio je 81 000 (2006; 71 609 ljudi 1993. popis) na području čadske regije Tandjilé u departmanu Tandjile Ouest; služi i kao jezik trgovine.
Nancere s jezicima kimré [kqp], lele [lln] pripada podskupini nancere; dijalekti su mu mire, bolo, kwale i nancere du centre.

## Vanjske poveznice
- Ethnologue (14th)
- Ethnologue (15th)